# Esmee Brugts
Esmee Brugts (Heinenoord, Holanda Meridional; 28 de julio de 2003) es una futbolista neerlandesa. Juega como lateral izquierda en el FC Barcelona de la Liga F de España. Es internacional con la selección de Países Bajos.

## Trayectoria
Brugts comenzó a jugar al fútbol en el SV Heinenoord cuando tenía 5 años. Se trasladó al FC Binnenmaas ocho años después para jugar allí durante cuatro años. Era muy buscada cuando firmó su primer contrato con el PSV a los 16 años en el 2020. El 13 de agosto de 2020 debutó con su nuevo club en un partido de pretemporada ante el Olympique de Lyon. En su primera temporada en el PSV disputó 13 partidos de liga, cosechando 3 goles. En la final de la Copa de los Países Bajos jugó los 90 minutos del cortejo, cuando el PSV derrotó al ADO Den Haag por 1-0. En su segunda temporada en 2022, jugó nuevamente la final de la Copa, perdiendo 2-1 ante el Ajax.
El 22 de agosto de 2023 fue presentada como nueva jugadora del FC Barcelona.

## Selección nacional
Brugts ha jugado para la selección neerlandesa en varias categorías juveniles. El 16 de febrero de 2022 se estrenó con la selección absoluta de los Países Bajos en un partido contra Brasil durante el Tournoi de France de 2022. Ingresó al campo a los 6 minutos de finalizar el encuentro, reemplazando a Victoria Pelova. Marcó su primer gol con la selección nacional el 8 de abril de 2022 en un partido contra Chipre. El 6 de septiembre de 2022, puso el 1-0 a los 93 minutos del tiempo de descuento en la victoria sobre Islandia que llevó a Las Leonas a clasificarse a la Copa Mundial de 2023 como líderes del Grupo C.

## Estadísticas

### Clubes
Actualizado al último partido disputado el 7 de junio de 2025.
| Club                         | Temporada     | Div           | Liga  | Liga  | Liga   | Copa  | Copa  | Copa   | Internacional | Internacional | Internacional | Otros | Otros | Otros  | Total | Total | Total  | Media goleadora |
| Club                         | Temporada     | Div           | Part. | Goles | Asist. | Part. | Goles | Asist. | Part.         | Goles         | Asist.        | Part. | Goles | Asist. | Part. | Goles | Asist. | Media goleadora |
| ---------------------------- | ------------- | ------------- | ----- | ----- | ------ | ----- | ----- | ------ | ------------- | ------------- | ------------- | ----- | ----- | ------ | ----- | ----- | ------ | --------------- |
| PSV Eindhoven · Países Bajos | 2020-21       | 1.ª           | 18    | 3     | 3      | 8     | 2     | ?      | 2             | 0             | ?             | -     | -     | -      | 28    | 5     | 0      | 0.18            |
| PSV Eindhoven · Países Bajos | 2021-22       | 1.ª           | 21    | 4     | 1      | 6     | 1     | ?      | 2             | 2             | ?             | -     | -     | -      | 29    | 7     | 0      | 0.24            |
| PSV Eindhoven · Países Bajos | 2022-23       | 1.ª           | 15    | 8     | 3      | 6     | 2     | ?      | -             | -             | -             | -     | -     | -      | 21    | 10    | +0     | 0.48            |
| PSV Eindhoven · Países Bajos | Total club    | Total club    | 54    | 15    | 7      | 20    | 5     | 0      | 4             | 2             | 0             | 0     | 0     | 0      | 78    | 22    | 7      | 0.28            |
| F. C. Barcelona · España     | 2023-24       | 1.ª           | 26    | 7     | 6      | 3     | 0     | 2      | 8             | 0             | 2             | 1     | 0     | 0      | 38    | 7     | 10     | 0.18            |
| F. C. Barcelona · España     | 2024-25       | 1.ª           | 27    | 6     | 4      | 4     | -     | -      | 11            | 2             | 2             | 3     | 1     | 1      | 45    | 9     | 7      | 0.2             |
| F. C. Barcelona · España     | Total club    | Total club    | 53    | 13    | 10     | 7     | 0     | 2      | 19            | 2             | 4             | 4     | 1     | 1      | 83    | 16    | 17     | 0.18            |
| Total carrera                | Total carrera | Total carrera | 107   | 28    | 18     | 27    | 5     | 2      | 23            | 4             | 4             | 4     | 1     | 1      | 161   | 38    | 23     | 0.24            |
| 1. 2. 3.                     |               |               |       |       |        |       |       |        |               |               |               |       |       |        |       |       |        |                 |

## Palmarés

### Títulos nacionales
| Título             | Club            | País         | Año  |
| ------------------ | --------------- | ------------ | ---- |
| Copa               | PSV Eindhoven   | Países Bajos | 2021 |
| Supercopa          | F. C. Barcelona | España       | 2024 |
| Campeonato de Liga | F. C. Barcelona | España       | 2024 |
| Copa               | F. C. Barcelona | España       | 2024 |
| Supercopa          | F. C. Barcelona | España       | 2025 |
| Campeonato de Liga | F. C. Barcelona | España       | 2025 |
| Copa               | F. C. Barcelona | España       | 2025 |

### Títulos internacionales
| Título            | Equipo          | Sede   | Año  |
| ----------------- | --------------- | ------ | ---- |
| Liga de Campeones | F. C. Barcelona | Bilbao | 2024 |

### Distinciones individuales
| Distinción                       | Año     |
| -------------------------------- | ------- |
| Talento del Año de la Eredivisie | 2022-23 |